# Назилли
Назилли́ (тур. Nazilli) — второй по величине город провинции Айдын, население 111 тыс. [2012 г.].
Находится в 47 км на восток от Айдына, по дороге на Денизли.

## География
Город построен у слияния Мендереса [греч. Меандрос- Μαιανδρος] с р. Ак Чай [греч. Арпасос — Αρπασος].

## История
В начале XX века это был маленький город, где до 1922 г. половину населения составляли греки.
В городе был православный храм.
По Севрскому миру 1920 г. город отходил к Греции.
Греческая армия контролировала город с 1919 г. по Сентябрь 1922 г.

## Экономика
Город окружён плодородной предгорной долиной с цитрусовыми, оливковыми и смоковными садами.
Здесь также располагается хлопководческий центр.

## Известные уроженцы
- Хараламбос Экмектсоглу [греч. Χαραλαμπος Εκμεκτσογλου,1913-1989]- известный греческий гитарист и композитор

1. 1 2  https://www.lexpera.com.tr/resmi-gazete/metin/gun-isigindan-daha-fazla-yararlanmak-amaciyla-butun-yurtta-uygulanan-ileri-saat-uygulamasinin-devam-3